# داسو فالكون 5 إكس
داسو فالكون 5X (بالإنجليزية: Dassault Falcon 5X) هي طائرة نفاثة أعمال متوسطة الحجم وطويلة المدى وقيد التطوير من قبل داسو للطيران الفرنسية. مخطط لها أن تقوم بأول طيران في عام 2015. ويتوقع أن يكون سعر الطائرة الواحدة منها هو 45 مليون دولار.

## اقرأ أيضا
```
قالب:Commons=Category:Dassault Falcon
```

- نفاثة أعمال
- ليتل روك (Implantation à Little Rock de l'usine de finition des avions d'affaires Falcon)

## وصلات خارجية
- (بالإنجليزية) Spécifications du constructeur نسخة محفوظة 18 أغسطس 2017 على موقع واي باك مشين.
- "Dassault Aviation dévoile le Falcon 5X". 22 اكتوبر 2013. مؤرشف من الأصل في 2016-03-04. {{استشهاد ويب}}: تحقق من التاريخ في: |تاريخ= (مساعدة)
- "Falcon 5X : un concentré d'innovations". 22 اكتوبر 2013. مؤرشف من الأصل في 2016-03-03. {{استشهاد ويب}}: تحقق من التاريخ في: |تاريخ= (مساعدة)
- "NBAA 2013 : Dassault dévoile le phénoménal Falcon 5X". 22 اكتوبر 2013. مؤرشف من الأصل في 2015-03-17. {{استشهاد ويب}}: تحقق من التاريخ في: |تاريخ= (مساعدة)